# Under the Mat
Under the Mat: Inside Wrestling's Greatest Family è un libro del 2001 co-scritto da Diana Hart (figlia di Stu e Helen Hart, ex-moglie di Davey Boy Smith e madre di Harry Smith) insieme alla giornalista Kirstie McLellan. Il sottotitolo, Inside Wrestling's Greatest Family, si riferisce alla famiglia Hart, storica dinastia canadese del mondo del wrestling che include lottatori professionisti quali Smith Hart, Bruce Hart, Keith Hart, Dean Hart, Bret Hart, Ross Hart, Owen Hart, Teddy Hart, David Hart Smith e Natalya Neidhart, tra gli altri. Il libro si rivelò molto controverso e fu ritirato dai negozi dopo che Martha Hart, vedova di Owen Hart e cognata di Diana Hart, intentò una causa legale.

## Antefatto
La stesura del libro è stata almeno in parte motivata dalla morte del fratello minore Owen Hart. Diana Hart ha anche affermato che sperava che il libro portasse suo fratello Bret a rispettarla e a prenderla sul serio, cosa che non pensava avesse fatto durante le indagini e il processo che circondavano la morte di Owen.
McLellan ha dichiarato che lei e Hart si conoscono personalmente e Diana la contattò per realizzare il libro insieme.

## Descrizione
Il libro si concentra principalmente sulle realtà del mondo del wrestling professionistico. Under the Mat racconta la vita di Diana cresciuta nella "Hart House", essendo sorella di Owen e Bret, assistendo alla loro ascesa alla fama e alla terribile tragedia che costò la vita di Owen. Ricorda inoltre che suo padre allenò alcuni dei più grandi nomi della World Wrestling Federation e della WCW nella palestra nel seminterrato della residenza di famiglia, il famoso "Dungeon", e racconta diversi aneddoti.
Nel capitolo intitolato "Roots" discute anche della storia della sua famiglia da parte di madre. Si concentra principalmente su suo nonno, il maratoneta americano Harry Smith.

## Accoglienza
Il libro ha ricevuto critiche generalmente negative. È stato criticato per i suoi errori fattuali, grammaticali, problemi di ortografia e contenuti non strutturati. Fu inoltre criticato per l'enfasi esagerata posta sugli eventi negativi. Secondo i dipendenti dello studio legale Cassels Brock & Blackwell LLP con sede a Toronto, un esame preliminare del libro individuò dozzine di errori fattuali significativi.

### Controversie
Hart è stata accusata di aver impiegato Under the Mat come un modo per esporre al pubblico ludibrio i "panni sporchi" della famiglia Hart e dei suoi amici. Nel libro narra dettagli negativi relativi a diverse persone tra cui Dynamite Kid, Bret Hart, Martha Hart, Andrea Hart e Davey Boy Smith. Dynamite Kid, Ben Bassarab, Davey Boy Smith e Jim Neidhart vengono inoltre accusati in varie occasioni di aver commesso delle attività criminali. Dai detrattori, Diana Hart è stata accusata in particolare di aver tentato di screditare suo fratello Bret Hart e di aver tentato di dipingerlo come un egocentrico ossessivo.
Il recensore del Toronto Star Michael Holmes affermò che il libro era "scritto terribilmente, semplicistico in maniera ridicola ed inutilmente episodico, ripetitivo e pieno di errori". Scrisse anche che il libro era "uno dei libri più manipolativi, maniacali e deliberatamente diffamatori che avesse mai letto."
Inizialmente, quando le fu chiesto se avesse notato qualche reazione negativa da parte della famiglia o di altri, come Jim Neidhart, Diana dichiarò che non le importava cosa pensasse Neidhart del libro. Disse anche che il libro non voleva essere vendicativo e che è molto orgogliosa di essere una Hart.
Suo fratello Bret criticò apertamente il libro definendolo una lettura "molto inquietante e pornografica". Continuò dicendo che essendo disponibili abbastanza storie vere sugli Hart, Diana non avrebbe dovuto avere bisogno di ricorrere alla finzione. Bret e altri hanno anche messo in dubbio la legittimità della prefazione che Diana afferma essere stata scritta dal patriarca della famiglia, Stu Hart. McLellan ha dichiarato che Bret era molto turbato dal libro e che si confrontò pubblicamente con lei in una palestra dove entrambi andavano in quel periodo.
Degli altri fratelli, anche Bruce criticò negativamente il libro, definendolo "mal concepito" ed esprimendo di non riuscire a capire perché sua sorella avesse scritto un libro del genere. Ipotizzò che Diana Hart potesse essere mentalmente instabile al momento della scrittura dello stesso.
Una causa legale contro il libro fu intentata da Martha Hart, la vedova di Owen Hart. Martha affermò che Diana aveva rilasciato dichiarazioni inesatte ed irresponsabili su di lei e sulla sua famiglia. Aggiunse che il libro era "pieno di distorsioni, inesattezze ed insulti ingiustificati che tentano di distruggere la sua reputazione e quella della sua famiglia, e di minare la memoria di Owen". Diana si difese dalle accuse nel corso di un'intervista concessa al National Post dove dichiarò di essere fedele a ciò che aveva scritto, insinuando che Martha fosse una ricca prepotente che stava cercando di usare i suoi soldi per farla tacere. Il libro venne ritirato dalle librerie di tutto il Canada dall'editore H.B. Fenn and Co. Ltd. nel gennaio 2002. La rimozione del libro faceva parte di un accordo tra Martha Hart e l'editore. Come parte dell'accordo, l'editore espresse il suo rammarico e un accordo finanziario venne pagato alla Owen Hart Foundation, un ente di beneficenza con sede a Calgary creato da Martha.
Fuori dal coro delle voci negative, Heath McCoy, autore del libro Pain and Passion: The History of Stampede Wrestling, dichiarò che alcune delle affermazioni fatte da Diana nel libro sono veritiere, come il fatto dell'alcolismo di sua madre Helen.
Tom Billington, conosciuto con il ring name The Dynamite Kid, ammise di aver commesso alcune delle azioni criminali di cui era stato accusato nel libro.

## Conseguenze
Il libro di Martha Hart, Broken Harts: The Life and Death of Owen Hart, fu in parte scritto in risposta a Under The Mat.
A posteriori, Diana Hart ha rinnegato il libro definendolo un fallimento e ha dichiarato che ora è in buoni rapporti con i suoi fratelli e sorelle, sebbene il libro rimanga elencato nella biografia dell'autrice tra le sue opere più recenti.